# Rasmus Lind
Rasmus Schmidt Lind (født 8. april 1983) er en dansk tidligere håndboldspiller, der spillede det meste af karrieren som målmand for Team Tvis Holstebro i Håndboldligaen. Han var i klubben i 15 år kun afbrudt af en enkelt sæson i 2015 for Ribe-Esbjerg HH. Han spillede over 350 kampe for TTH Holstebro.
Lind spillede i sine ungdomsår flere kampe på de danske ungdomslandshold.
Lind stoppede egentligt karrieren i 2017, men valgte at genoptage den, da han blev kontaktet af den tyske storklub Flensborg-Handewitt i sommeren 2017. Her underskrev han en 6 måneders kontrakt, hvor han var backup til Svenske Matias Andersson.
Før han blev ringet op af Flensborg-Handewitt, var planen at spille deltids-håndbold for førstedivisionsklubben Langhøj KFUM.
Da hans kontrakt udløb i 2018 vendte han tilbage til dansk håndbold for Ribe-Esbjerg HH, hvor han spillede på deltid, for at kunne forfølge en karriere i byggebranchen.

## Eksterne links
- Spillerinfo (Webside ikke længere tilgængelig)